# Cozzana
Cozzana è una contrada di circa 250 abitanti del comune di Monopoli, nella città metropolitana di Bari. Sorge in collina a circa 5 chilometri di distanza dal centro cittadino.

## Storia
A lungo Cozzana ha ospitato una comunità dell'ordine domenicano. Ottenuto il lascito di un podere da parte di una pia donna del luogo, nel 1283 l'ordine edificò un convento e nel XVII secolo vi costruì una piccola chiesa che venne dedicata alla Madonna del Rosario e a san Girolamo. Con la soppressione del convento durante l'epoca murattiana, il podere e la chiesetta passarono alla famiglia Palmieri: solo nel 1967 questi furono donati alla diocesi di Monopoli. Nel 2012 nella contrada è stato realizzato un nuovo edificio di culto, su progetto di Piero Masini.

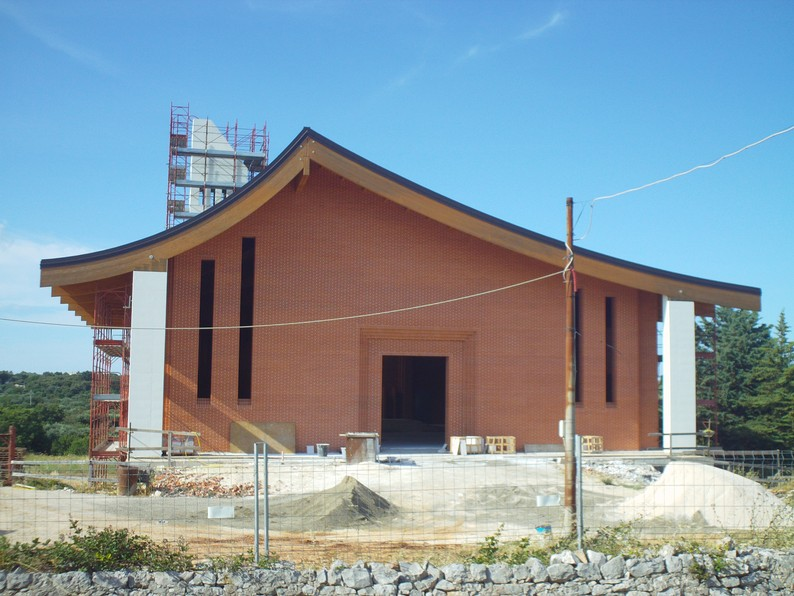
Chiesa di Maria SS. del Rosario,durante i lavori di costruzione.